# Амбуків
Амбу́ків — село в Україні, в Устилузькій міській територіальній громаді Володимирського району Волинської області.
Населення становить 232 особи. Кількість дворів (квартир) — 89. З них 12 нових (після 1991 р.).

## Мікротопоніми
Урочища в полях: Острів, Ниви, Загуменки, Півланки, На пісках, Довгі руки, Загороди, Соснина, Сіножата, Ліс, Княжів, Ходанів, Кургани, Могила, За селом.

## Історія
На західній околиці села розташований могильник енеолітичного часу, відкритий на піщаному підвищенні. Дослідження проводив Ян Фітцке 1939 року. Серед залишків трупопокладень знайдено близько десяти глиняних посудин (деякі розмальовані білою фарбою), окремі вироби з кременю, каменю, прикраси з мідного дроту та іклів кабана. Могильник належить до волино-люблінської культури. Частина матеріалів зберігається у фондах Волинського краєзнавчого музею. 
На мисі правого берега Західного Бугу виявлено поселення культури лійчастого посуду. Поселення доби бронзи розташоване на відстані 700 м від західної околиці села на низькому правому березі р. Західний Буг (зліва від залізниці). Відкрите і перевірене розвідками І. Михальчишина 1976 і 1986 років. Площа поселення 70х25 м. З поверхні зібрано фрагменти кераміки, крем’яні знаряддя стрижівської культури. 
Інше поселення доби бронзи було на мисі з крутими схилами правого берега р. Західний Буг (уроч. Лісок) – на південно-західній околиці села. Відкрите і перевірене розвідками І. Михальчишина 1976 і 1986 років. Площа поселення 100х20 м. З поверхні зібрано кераміку тшинецької культури. За повідомленням О. Цинкаловського, за селом виявлено урни з могильника лужицької культури.
Поселення ранньозалізного і давньоруського часу відкрите розвідкою І. Михальчишина 1986 року за 1 км на захід від села в заплаві правого берега р. Західний Буг. Площа його – 50х25 м. На поверхні зібрано фрагменти кераміки поморської культури і давньоруського часу.
Село Амбуків вперше згадується у 1577 році. В 1577 р. належало Миколаю Пуславському, котрий мав у селі 5 димів, а в 1583 р. Миколаю Грабію, який вносить з сіл Лудина й Амбукова за 10 димів, 4 огородників, 4 пустих поля.
В 1648 р. разом з селом Бічалем мало 130 домів, а в 1653 — 100 домів, у 1858 р. с Амбуків мало 24 доми.
У 1906 році село Хотячівської волості Володимир-Волинського повіту Волинської губернії. Відстань від повітового міста 24 верст, від волості 14. Дворів 59, мешканців 449.
У серпні 2015 року село увійшло до складу новоствореної Устилузької міської громади.
12 червня 2020 року, відповідно до розпорядження Кабінету Міністрів України № 708-р «Про визначення адміністративних центрів та затвердження територій територіальних громад Волинської області», увійшло до складу Устилузької міської територіальної громади.
19 липня 2020 року, в результаті адміністративно-територіальної реформи та ліквідації  Володимир-Волинського району(1940—2020), село увійшло до новоутвореного Володимир-Волинського району (від 18 липня 2022 Володимирського).

## Населення
Згідно з переписом УРСР 1989 року чисельність наявного населення села становила 252 особи, з яких 112 чоловіків та 140 жінок.
За переписом населення України 2001 року в селі мешкало 230 осіб.

### Мова
Розподіл населення за рідною мовою за даними перепису 2001 року:
| Мова       | Відсоток |
| ---------- | -------- |
| українська | 99,14 %  |
| молдовська | 0,43 %   |
| російська  | 0,43 %   |

## Соціальна сфера
В селі доступні такі телеканали: 1+1, Інтер, Обласне телебачення. Радіомовлення здійснюють Радіо «Промінь», Радіо «Світязь», Радіо «Луцьк», проводове радіо.

## Транспорт
Село не газифіковане. Дорога з твердим покриттям в незадовільному стані. Наявне постійне транспортне сполучення з районним та обласним центрами. На півнчний захід від села на віддалі менше 1 кілометра знаходиться вантажна залізнична станція Лудин.